# 영광 단주리 석탑
영광 단주리 석탑(靈光 丹朱里 石塔)은 대한민국 전라남도 영광군 영광읍 단주리에 있는 석탑이다. 2017년 8월 24일 전라남도의 문화재자료 제284호로 지정되었다.

## 개요
일부가 훼손되어 있지만 전체적인 모습이 아담하고, 체감비와 조각기법이 통일신라 양식을 계승한 고려시대 작품으로 역사성이 있다.
지대석, 기단부, 탑신, 옥개석은 잘 보존되어 학술적․예술적 가치가 있고, 체계적인 보존관리 필요하다.

## 참고 문헌
- 영광 단주리 석탑 - 국가유산청 국가유산포털